# Gymnopus oreadoides
Gymnopus oreadoides är en svampart som först beskrevs av Giovanni Passerini, och fick sitt nu gällande namn av Antonín & Noordel. 1997. Enligt Catalogue of Life ingår Gymnopus oreadoides i släktet Gymnopus,  och familjen Marasmiaceae, men enligt Dyntaxa är tillhörigheten istället släktet Gymnopus,  och familjen Omphalotaceae. Arten är reproducerande i Sverige. Inga underarter finns listade i Catalogue of Life.